# Зерновское сельское поселение (Красногвардейский район)
Зерновское се́льское поселе́ние (укр. Зернівське сільське поселення, крымскотат. Якубовка кой юрту, Yakubovka köy yurtu) — муниципальное образование в Красногвардейском районе Республики Крым России, в степной зоне полуострова, у границы с Нижнегорским районом.
Административный центр — село Зерновое.

## История
В советское время, в 1976 году, был образован Зерновской сельский совет.
Сельское поселение образовано в соответствии с законом Республики Крым от 5 июня 2014 года.

## Население
| 2001  | 2014  | 2015  | 2016  | 2017  | 2018  | 2019  |
| ----- | ----- | ----- | ----- | ----- | ----- | ----- |
| 1733  | ↘1230 | ↗1233 | →1233 | ↘1223 | ↗1229 | ↘1220 |
| 2020  | 2021  |       |       |       |       |       |
| ↗1222 | ↗1249 |       |       |       |       |       |

## Состав сельского поселения
| № | Населённый пункт | Тип населённого пункта       | Население |
| - | ---------------- | ---------------------------- | --------- |
| 1 | Зерновое         | село, административный центр | ↘1023     |
| 2 | Новоекатериновка | село                         | ↘207      |